# シメイザ (小惑星)
シメイザ (748 Simeisa) は、小惑星帯に位置する比較的大きい小惑星の一つ。ウクライナのシメイズ天文台（現在はクリミア天体物理天文台の一部）で発見されたことから名づけられた。
2006年に日本で掩蔽が2回観測されている。